# Аресо, Матиас
Ду́глас Мати́ас Аре́со Марти́нес (исп. Douglas Matías Arezo Martínez; родился 21 ноября 2002) — профессиональный уругвайский футболист, нападающий испанского клуба «Гранада».

## Клубная карьера

### «Ривер Плейт» (Монтевидео)
Воспитанник футбольной академии уругвайского «Ривер Плейта» из Монтевидео. В основном составе дебютировал 14 июля 2019 года, выйдя в стартовом составе в матче чемпионата против «Прогресо». 10 августа 2019 года забил свой первый гол в матче против «Хувентуда».
Некоторые средства массовой информации называют его одним из наследников Луиса Суареса или даже «новым Луисом Суаресом». Среди потенциальных клубов-претендентов в Европе для продолжения карьеры игрока на более высоком уровне рассматривался «Атлетико Мадрид», где Аресо мог бы выступать вместе с вышеупомянутым Луисом Суаресом.
Столкнувшись с такими перспективами ухода в европейский футбол, Аресо начал усиленно тренироваться с тренером по фитнесу и легкой атлетике Андреасом Барриосом в отделе Мальдонадо по настоянию своего представителя Франциско «Пако» Казаля. Тренер Андреас Барриос высоко ценится на местном и региональном уровнях за помощь в подготовке футболистов, среди его клиентов также были Альваро Рекоба, Антонио Пачеко и Александер Медина.
В активе игрока за годы выступления в уругвайском клубе 91 матч, в которых он забил 37 мячей и отдал 14 голевых передач во всех турнирах.

### «Гранада»
31 января 2022 года перешёл в испанский клуб «Гранада». Контракт игрока рассчитан до июня 2026 года, а сумма сделки составила 5 миллиона евро. Его дебют за «Гранаду» состоялся 6 февраля 2022 года в матче против клуба «Реал Мадрид», он вышел на замену на 80-й минуте. В следующем матче против клуба «Реал Сосьедад» Аресо вышел в стартовом составе и провёл на поле 72 минуты.

## Карьера в сборной
С 2016 по 2017 год Матиас Аресо выступал за сборную Уругвая до 15 лет. В 2017 году принял участие в чемпионате Южной Америки (до 15 лет).
С 2018 года выступает за сборную Уругвая до 17 лет. В 2019 году сыграл на чемпионате Южной Америки (до 17 лет) в Перу. На турнире cделал хет-трик в матче против Эквадора 9 апреля. Также забивал в ворота Чили и Перу; завершил турнир с 5 забитыми мячами.
28 марта 2023 года дебютировал за главную сборную Уругвая в товарищеском матче против сборной Южной Кореи.